# Allied Maritime Command
Das Allied Maritime Command, kurz MARCOM ist eine NATO-Kommandobehörde zur Führung von Seestreitkräften. Sein Hauptquartier liegt in Northwood im Stadtbezirk London Borough of Hillingdon, Großbritannien und untersteht innerhalb der NATO-Kommandostruktur dem Allied Command Operations (ACO) im Supreme Headquarters Allied Powers Europe (SHAPE) in Mons, Belgien.

## Geschichte
Das Kommando über die alliierten Seestreitkräfte wurde in 2012 neu aufgestellt und geht zurück auf die bisherige Kommandostruktur in Northwood, die Eastern Atlantic Area (EASTLANT) unter Führung des Commander-in-Chief Eastern Atlantic (CINCEASTLANT) von 1952 bis 2004. Es unterstand dem Supreme Allied Commander Atlantic (SACLANT).
Danach erfolgte eine Transformation zum Command Component Maritime Northwood (CC-MAR Northwood) und bestand von 2004 bis März 2010 und danach von 2010 bis 2012 als Allied Maritime Command Northwood (MC Northwood) und unterstand dem Allied Joint Force Command Brunssum (JFC Brunssum).
Die NATO-Verteidigungsminister haben im Juni 2011 erneut die NATO-Kommandostruktur im Rahmen einer neuen Alliance Maritime Strategy (AMS) angepasst und ab 1. Dezember 2012 das bisherige Allied Maritime Command Northwood (MC Northwood) in Allied Maritime Command, kurz MARCOM, transformiert, vom JFC Brunssum losgelöst und es auf operativer Ebene direkt dem Allied Command Operations (ACO) unterstellt.
MARCOM ist auch beteiligt an den NATO-Operationen Ocean Shield zur Bekämpfung der Piraterie vor der Küste Somalias und Active Endeavour zur Entdeckung und Abschreckung terroristischer Aktivitäten im Mittelmeerraum.

## Unterstellte Kommandos
Unter dem Kommando von MARCOM stehen drei nachgeordnete Domain-Kommandos:
- NATO Surface Command (COMSURFNATO), seit 4. April 2019[1]
- NATO Submarine Command (COMSUBNATO), seit Februar 2012 und hervorgegangen aus den beiden Kommandobereichen COMSUBNORTH und COMSUBSOUTH
- NATO Maritime Air Command (COMMARAIR)

zwei Zentren
- NATO Shipping Centre (NSC) mit Naval Cooperation and Guidance for Shipping (NCAGS) and Allied Worldwide Navigation Information System (AWNIS).
- Maritime Centre for Security of Critical Undersea Infrastructure, seit 28. Mai 2024[2]

sowie den vier ständigen maritimen Einsatzverbänden, die zur NATO Response Force (NRF) gehören;
Standing NATO Maritime Groups:
- Standing NATO Maritime Group 1 (SNMG1)
- Standing NATO Maritime Group 2 (SNMG2)

Standing NATO Mine Countermeasures Groups:
- Standing NATO Mine Countermeasures Group 1 (SNMCMG1)
- Standing NATO Mine Countermeasures Group 2 (SNMCMG2)

Im Ernstfall würden nationale Einsatzführungsstäbe und ihre Marine-Hauptquartiere, die sogenannten High Readiness Forces (Maritime) Headquarters dem MARCOM unterstellt. Die europäischen Verbündeten halten hierzu sechs Maritime Forces (MARFOR) bzw. Strike Forces (STRKFOR) vor:
- DEU MARFOR, Rostock
- FRSTRIKEFOR, Toulon (von 2006 bis 2023 FRMARFOR[4])
- NLMARFOR, Den Helder
- SPMARFOR, Rota
- TURMARFOR, Aksaz
- UKSTRKFOR, Portsmouth

Hierzu gehören z. B. je nach Situation ein Commander Task Force (CTF) der United States Navy, insbesondere der United States Sixth Fleet oder das CTF Baltic beim DEU MARFOR der Deutschen Marine.
Neben den beiden Zentren des MARCOM unterhalten die NATO-Staaten weitere (Exzellenz-)Zentren, für die Dömane See im Einzelnen:
- Centre for Maritime Research and Experimentation (CMRE), La Spezia
- Centre of Excellence for Operations in Confined and Shallow Waters (COE CSW), Kiel
- Combined Joint Operations from the Sea (CJOS) COE, Norfolk
- Maritime Security (MARSEC) COE, Istanbul
- Naval Mine Warfare (NMW) COE, Ostende

## Kommandeure
Das Kommando wird turnusgemäß von einem Vizeadmiral der britischen Royal Navy geführt. Seinen Stellvertreter, ebenfalls ein Vizeadmiral, stellt Frankreich und der Chef des Stabes im Rang eines Konteradmirals kommt im Wechsel aus Italien und Spanien.
| Nr. | Name             | Beginn der Berufung | Ende der Berufung |
| --- | ---------------- | ------------------- | ----------------- |
| 5.  | Mike Utley       | 13. Januar 2023     | laufend           |
| 4.  | Keith Blount     | 27. Juni 2019       | 13. Januar 2023   |
| 3.  | Clive Johnstone  | 13. Oktober 2015    | 27. Juni 2019     |
| 2.  | Peter Hudson     | 14. Februar 2013    | 13. Oktober 2015  |
| 1.  | George Zambellas | 1. Dezember 2012    | 14. Februar 2013  |

## Manöver
Das MARCOM führt zahlreiche Manöver durch. In der Regel ist das erste Wort bei MARCOM Manöver Dynamic. Es gibt zurzeit folgende Manöver:
- Dynamic Guard
- Dynamic Manta
- Dynamic Mongoose
- Dynamic Mariner
- Dynamic Master
- Dynamic Messenger
- Dynamic Mastermind
- Dynamic Mercy
- Dynamic Minotaur
- Dynamic Mirage
- Dynamic Move